# تنهک
تنهک روستایی در دهستان بزمان بخش بزمان شهرستان ایرانشهر استان سیستان و بلوچستان ایران است.

## جمعیت
بر پایه سرشماری عمومی نفوس و مسکن در سال ۱۳۹۵ جمعیت این روستا ۸۸ نفر (۳۲خانوار) بوده‌است.